# Акоп Казазян-паша
Акоп Казазян (арм. Հագոբ Կազազյան փաշա; тур. Agop Kazazyan Paşa, 1836, Стамбул, Османская империя — 1891, там же) — османский государственный деятель, по происхождению армянин. Министр финансов и министр тайного казначейства в правительствах при правлении султана Абдул-Хамида II.

## Биография
Акоп Казазян родился в 1833 году в Стамбуле в семье армян. Всю свою жизнь он прожил вместе с матерью в районе Еникёй, так и не женившись. О его личной жизни почти ничего не известно. 
Несмотря на отсутствие высшего образования, благодаря природному интеллекту и трудолюбию сделал карьеру в османской администрации. Служил руководителем отдела переводов в Османском банке. После раскрытия случаев коррупции в этом учреждении, в 1889 году он был рекомендован генеральный директор Османского банка султану Абдул-Хамиду II на место директора тайного казначейства. В следующем году Акоп Казазян был назначен министром тайного казначейства. Благодаря проведенным им реформам, расходы государства сократились, а доходы выросли. В 1887 году он был назначен также и министром финансов. Проводимые им реформы, вызвали протест со стороны сотрудником министерства, и он подал прошение об отставке. Султан не принял отставку и поддержал реформы Акопа Казазяна. На посту министра финансов он усилил кредитоспособность Османской империи и в значительной мере погасил внешние долги государства.
Его просьба о помиловании Саркиса Баляна, архитектора-армянина, высланного во Францию по политическим мотивам, была удовлетворена. Акоп Казазян был членом Национального Собрания Армении, созданного в 1863 году и занимавшегося проблемами армянского населения Османской империи.
Акоп Казазян был фаворитом султана Абдул-Хамида II. Ему было присвоено звание паши и дарован ряд наград самим султаном. Не являясь католиком, он был награждён Папой Пием IX орденом Святого Григория. Возможно, со стороны Римско-католической церкви это было признанием его помощи небольшой общине армяно-католиков в Османской империи. После его смерти в 1891 году, по распоряжению султана, Акопу Казазяну были устроены государственные похороны.